# Оружие массового поражения
Ору́жие ма́ссового пораже́ния, или ору́жие ма́ссового уничтоже́ния — термин, объединяющий те разновидности оружия, которые даже при ограниченном применении способны причинить масштабные разрушения и вызвать массовые потери вплоть до нанесения необратимого урона окружающей среде и государствам.
Как правило, к оружию массового поражения относят только ядерное, химическое и биологическое оружие, основу каждого вида из которых составляют боеприпасы в соответствующем снаряжении. Однако динамичное развитие науки и техники способствует возникновению принципиально новых средств уничтожения, которые по своей эффективности не уступают и даже превосходят все известные образцы ОМП. К таким новинкам относят, например, оружие на новых физических принципах.

## Особенности применения
Оружие массового поражения может быть пущено в ход практически во всех видах современных боевых действий, на любой местности, внезапно и массированно. Его применение способно оказать катастрофическое влияние на природную среду и её биологическое разнообразие.
Принципиальными отличительными особенностями применения всех видов оружия массового поражения являются:
- многостороннее поражающее действие на объект применения,
- поражающие факторы длительного действия и их распространение за пределы зоны непосредственного поражения,
- продолжительные психотравматические последствия у людей,
- значительные экологические и генетические последствия после использования ввиду загрязнения окружающей среды, проблематичность организации надёжной защиты населения, войск, критически важных объектов и ликвидации последствий его применения.Применение химического оружия в ЕвропеЯдерный взрыв

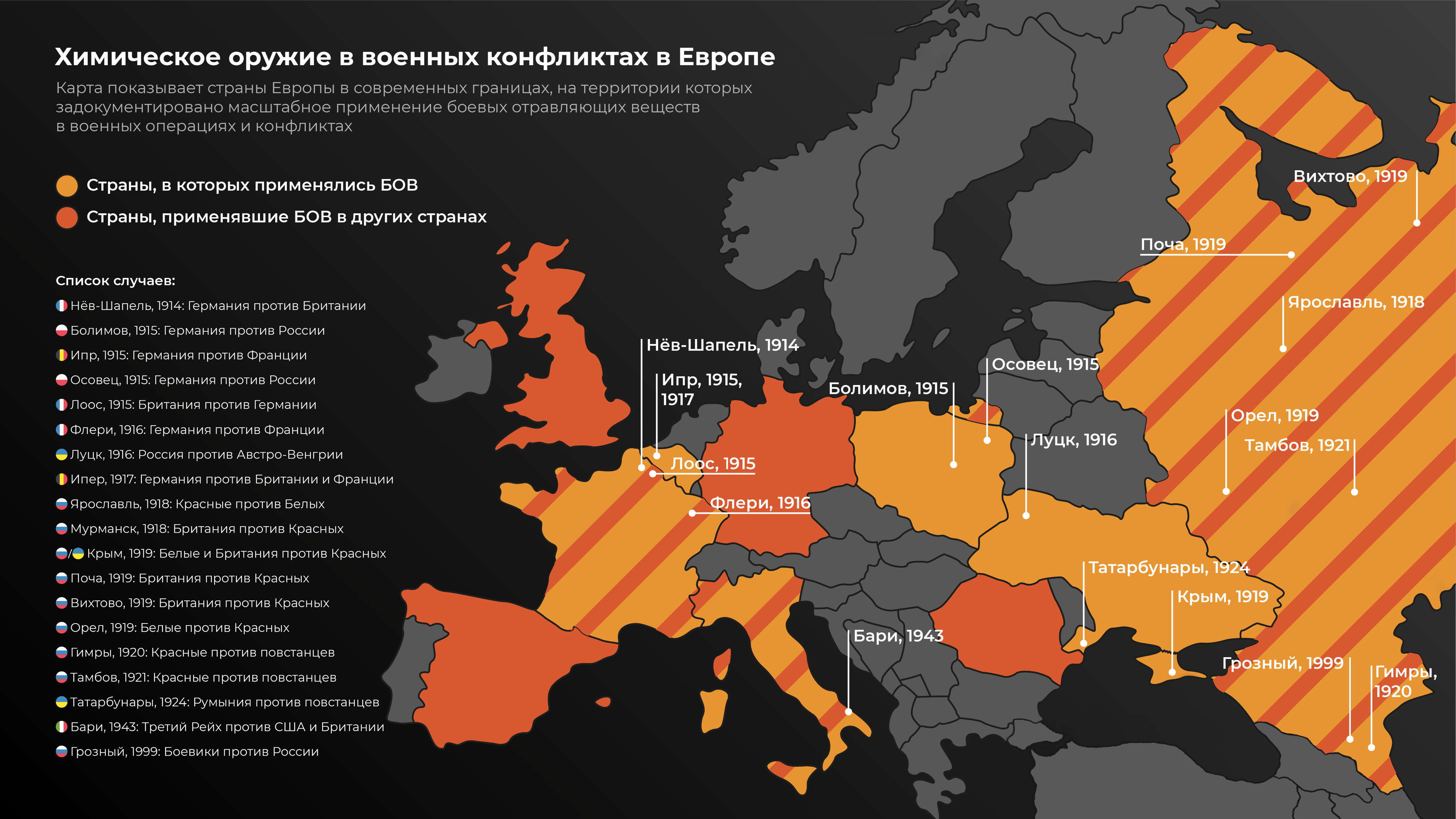
Применение химического оружия в Европе

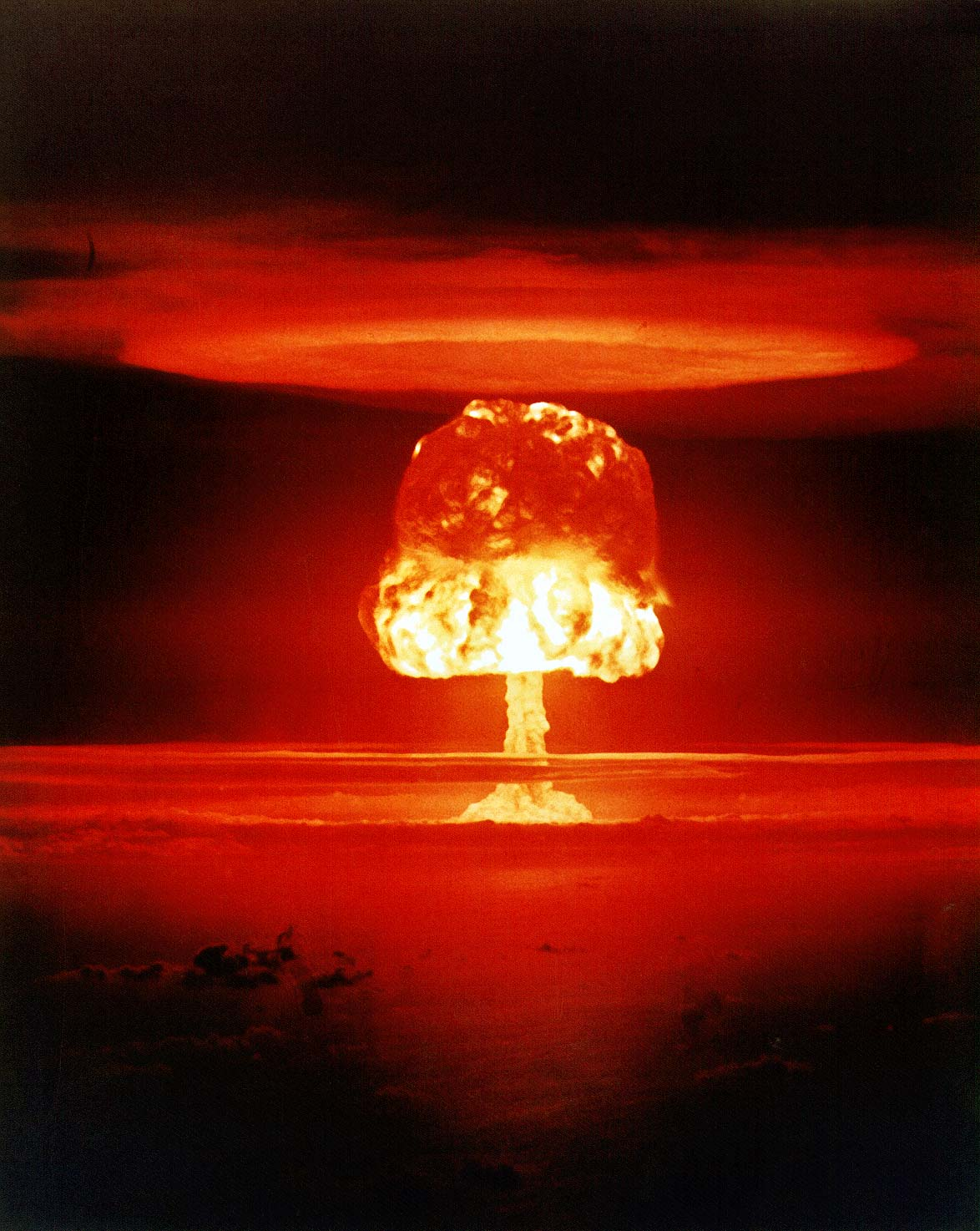
Ядерный взрыв

Появление и быстрое совершенствование средств дистанционной доставки оружия массового поражения (в первую очередь — ракетно-космической техники) стало причиной радикальных преобразований в области военного искусства. Резко возросла роль стратегии, так как глубокие ракетно-ядерные удары по государству противника позволили в короткие сроки получать огромные стратегические преимущества. Оперативное искусство пополнилось новыми методиками массирования огневого воздействия, способами поражения оперативных тылов неприятеля, выведения из строя его резервов и т. п. Границы тактических боевых действий также существенно раздвинулись, что заставило пересмотреть порядки и содержание подготовительного периода к войне, методы стратегического эшелонирования вооружённых сил, критерии разделения войн на периоды и др.

## Политический фон
Использование любой страной какого-либо из существующих видов оружия массового поражения может обернуться трудно предсказуемыми последствиями для всей цивилизации в целом. Поэтому ряд государств, политических партий, общественных организаций и движений развернул борьбу за запрещение производства, распространения и применения всех видов оружия массового поражения. Ещё в 1899 году на первой мирной конференции в Гааге была принята Декларация об ограничении применения боевых средств, снаряжённых удушающими или вредоносными газами. Затем ряд государств подписал Женевский протокол 1925 года о запрещении применения на войне удушливых, ядовитых или других подобных газов и бактериологических средств. Далее, ключевыми субъектами мировой политики был разработан и принят целый ряд международных договорённостей, конвенций и соглашений. Основополагающими документами из них считаются: «Договор о запрещении испытаний ядерного оружия в атмосфере, космическом пространстве и под водой» 1963 года, «Договор о нераспространении ядерного оружия» 1968 года, «Конвенция о запрещении разработки, производства и накопления запасов бактериологического (биологического) и токсинного оружия и их уничтожении» 1972 года и «Конвенция о запрещении разработки, производства, накопления и применения химического оружия и его уничтожении» 1997 года.
| Оценка арсеналов оружия массового поражения стран «третьего мира» в 1992 году | Оценка арсеналов оружия массового поражения стран «третьего мира» в 1992 году | Оценка арсеналов оружия массового поражения стран «третьего мира» в 1992 году | Оценка арсеналов оружия массового поражения стран «третьего мира» в 1992 году | Оценка арсеналов оружия массового поражения стран «третьего мира» в 1992 году |
| Страна | Баллистические ракеты                                                         | Химическое оружие                                                             | Биологическое оружие                                                          | Ядерное оружие                                                                |
| --- | ----------------------------------------------------------------------------- | ----------------------------------------------------------------------------- | ----------------------------------------------------------------------------- | ----------------------------------------------------------------------------- |
| Афганистан | имеются                                                                       | отсутствует                                                                   | отсутствует                                                                   | отсутствует                                                                   |
| Аргентина | имеются                                                                       | отсутствует                                                                   | отсутствует                                                                   | отсутствует                                                                   |
| Бразилия | имеются                                                                       | возможно                                                                      | отсутствует                                                                   | отсутствует                                                                   |
| Вьетнам | возможно                                                                      | вероятно                                                                      | отсутствует                                                                   | отсутствует                                                                   |
| Египет | имеются                                                                       | вероятно                                                                      | отсутствует                                                                   | отсутствует                                                                   |
| Израиль | имеются                                                                       | вероятно                                                                      | вероятно                                                                      | возможно                                                                      |
| Индия | имеются                                                                       | вероятно                                                                      | отсутствует                                                                   | имеется                                                                       |
| Индонезия | в разработке                                                                  | возможно                                                                      | возможно                                                                      | отсутствует                                                                   |
| Ирак | отсутствуют                                                                   | имеется                                                                       | отсутствует                                                                   | отсутствует                                                                   |
| Иран | имеются                                                                       | имеется                                                                       | вероятно                                                                      | отсутствует                                                                   |
| Йемен | имеются                                                                       | отсутствует                                                                   | отсутствует                                                                   | отсутствует                                                                   |
| Северная Корея | имеются                                                                       | вероятно                                                                      | вероятно                                                                      | имеется                                                                       |
| Южная Корея | имеются                                                                       | вероятно                                                                      | отсутствует                                                                   | отсутствует                                                                   |
| Ливия | имеются                                                                       | вероятно                                                                      | отсутствует                                                                   | отсутствует                                                                   |
| Мьянма | отсутствуют                                                                   | вероятно                                                                      | отсутствует                                                                   | отсутствует                                                                   |
| Пакистан | имеются                                                                       | вероятно                                                                      | отсутствует                                                                   | имеется                                                                       |
| Саудовская Аравия | имеются                                                                       | возможно                                                                      | отсутствует                                                                   | отсутствует                                                                   |
| Сирия | имеются                                                                       | вероятно                                                                      | вероятно                                                                      | отсутствует                                                                   |
| Таиланд | возможно                                                                      | вероятно                                                                      | отсутствует                                                                   | отсутствует                                                                   |
| Тайвань | имеются                                                                       | вероятно                                                                      | вероятно                                                                      | отсутствует                                                                   |
| Эфиопия | отсутствуют                                                                   | вероятно                                                                      | отсутствует                                                                   | отсутствует                                                                   |
| ЮАР | имеются                                                                       | возможно                                                                      | отсутствует                                                                   | вероятно                                                                      |
| Источники информации - Fetter, Steve. "Ballistic Missiles and Weapons of Mass Destruction," International Security, Summer 1991, pp. 5-42. - Mahnken, Thomas G. "Why Third World Space Systems Matter," Orbis, Fall 1991, pp. 563-579. - Mayers, Teena Karsa. Understanding Weapons and Arms Control, New York, Brassey's (US) Inc., 1991. - Navia, Martin. Ballistic Missile Proliferation in the Third World, Aldelphi Paper no. 252 (London: International Institute for Strategic Studies, 1990). - Van Voorst, Bruce. "We See a World of More Not Fewer Mysteries," An Interview with CIA Director Robert Gates, Time Magazine, April 20, 1992, pp. 61-62. - Цит. по: Carey, John E. The Problem of Theater Ballistic Missiles: Unresolved Dilema for the Operational Commander, Newport, Rhode Island: Naval War College, 1994, p. 26. |                                                                               |                                                                               |                                                                               |                                                                               |

## Опасность войны
Развитие исследований в области разработки оружия массового поражения привело к существенному повышению опасности войны, как для государств-участников, так и для всего мира.
В некоторых ситуациях ОМП, напротив, выступает гарантией мира. Например, государство, обладающее небольшим военным потенциалом, способно удержать более сильную державу от агрессии угрозой применения против агрессора ОМП и как следствие нанесения агрессору сокрушительного ущерба. Во время Холодной войны мир между НАТО и ОВД поддерживался угрозой взаимного гарантированного уничтожения.